# Katie Holmes
Kate "Katie" Noelle Holmes (født 18. december 1978) er en amerikansk skuespiller, der blev kendt for sin rolle som Joey Potter i tv-serien Dawson's Creek.

## Privat
I 2006 blev hun gift med Tom Cruise, med hvem hun har datteren Suri. Holmes og Cruise blev skilt i 2012.
I forbindelse med ægteskabet var Holmes blevet tilknyttet Scientology, men efter skilsmissen vendte hun tilbage til den romerskkatolske kirke.

## Filmografi i udvalg
- The Ice Storm (1997)
- Go (1999)
- Teaching Mrs. Tingle (1999)
- Wonder Boys (2000)
- How I Met Your Mother (tv-serie, to afsnit, 2011, 2013)
- The Gift (2000)
- Pieces of April (2003)
- Phone Booth (2003)
- Batman Begins (2005)
- Thank You for Smoking (2005)
- The Giver (2014)
- Brahms: The Boy II (2020)
- The Secret: Dare to Dream (2020)